# Chợ nông sản

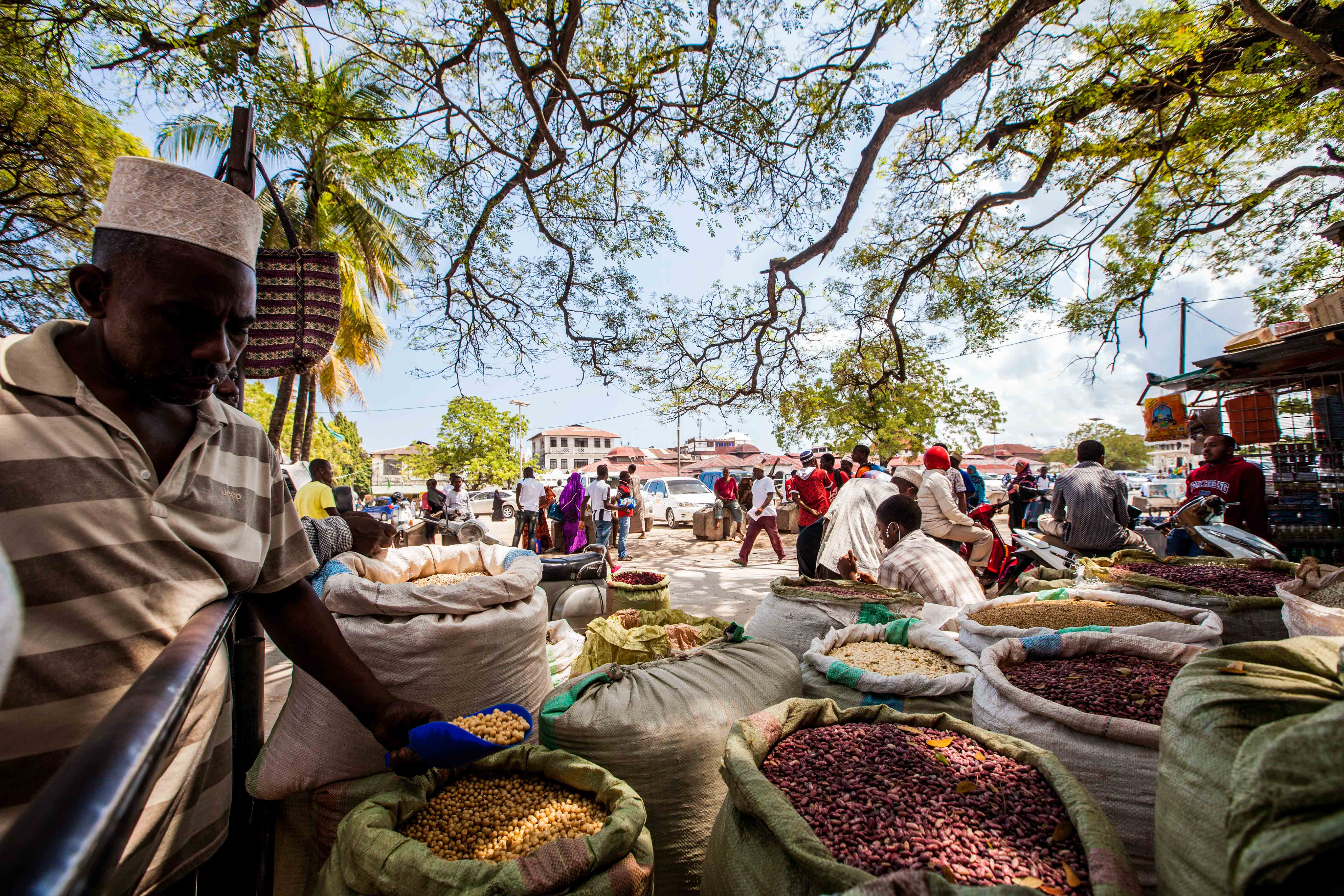
Chợ nông sản Darajani

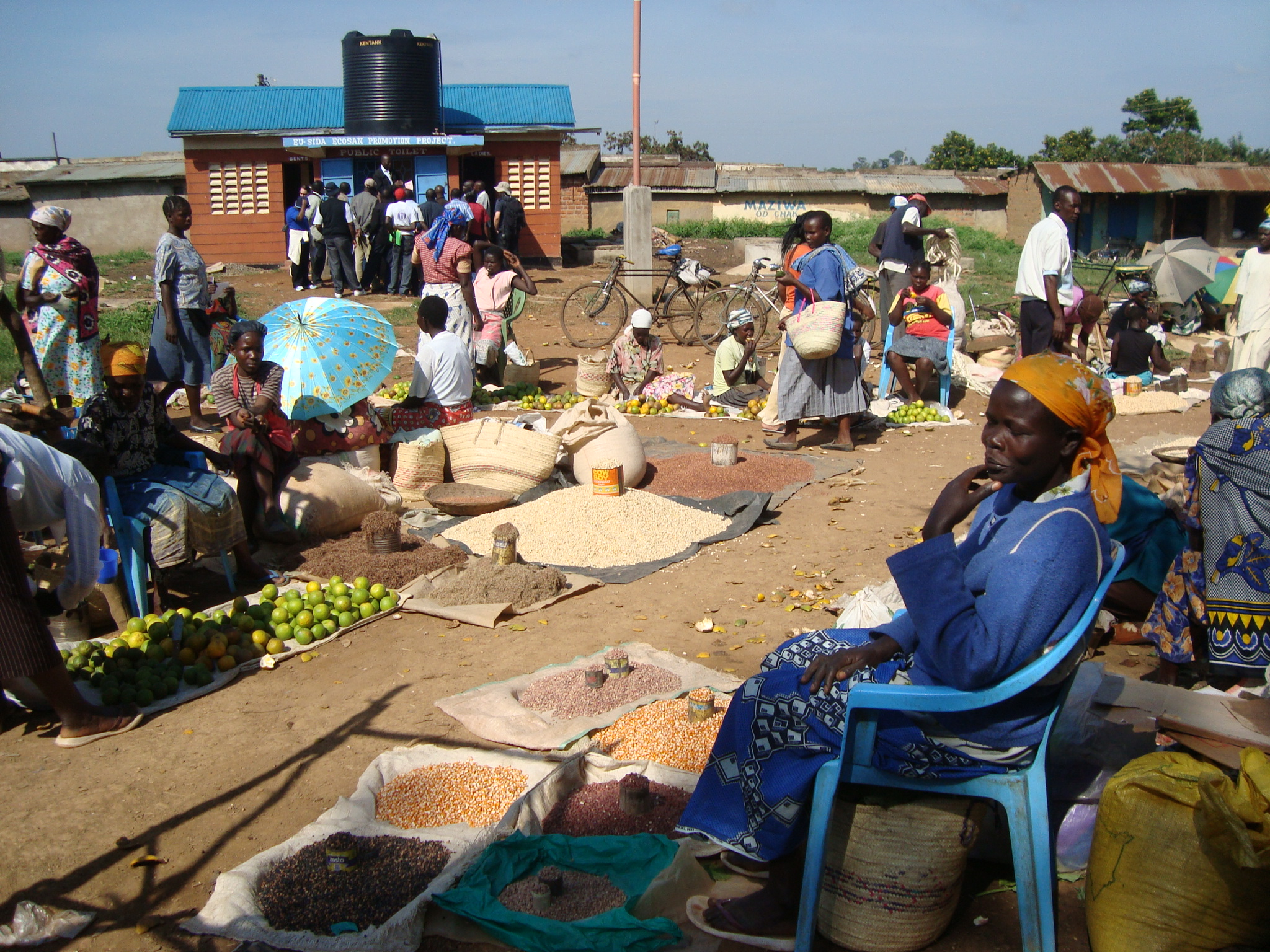
Chợ nông sản Ugunja

Chợ nông sản hay  còn gọi là chợ đầu mối nông sản là một loại chợ chuyên bày bán, kinh doanh các sản phẩm để nhà nông bán trực tiếp cho người tiêu thụ. Ở một số nước như Việt Nam thì đây loại thương trường bán sỉ với quy mô lớn gồm các loại thực phẩm tươi và khô. Chợ đầu mối nông sản thường bao gồm các gian hàng, quầy hàng ngoài trời hoặc trong nhà, nơi các thương lái bày bán các loại trái cây, rau, thịt, thực phẩm, các loại đặc sản và đôi khi là đồ uống. Tuy nhiên tại các nước Tây phương như Hoa Kỳ thì chợ nông sản hay đúng ra chợ nhà nông là loại chợ tiểu thương cho những nhà sản xuất bán lượng hàng nhỏ từ những nông trại phụ cận có tính cách đặc sản, tương tự như chợ phiên ở Việt Nam. Vì vậy nơi họp chợ chỉ dựng lều bạt tạm ở công viên, bán xong thì dỡ đi trả lại không gian cho thành phố.  
Chợ đầu mối nông sản tồn tại trên toàn thế giới và phản ánh nền văn hóa và kinh tế địa phương. Trong một số nền văn hóa, những loài động vật sống, các món ngon nhập khẩu không có sẵn tại địa phương.

## Tại Việt Nam

### Các chợ
Ở Việt Nam hiện đang tồn tại và phát triển 157 chợ đầu mối nông sản (trong đó có 77 chợ đầu mối nông sản đa ngành, 30 chợ đầu mối rau quả, 12 chợ đầu mối lúa gạo và 38 chợ đầu mối thủy sản).
Khu vực Đồng bằng sông Hồng có 30 chợ đầu mối nông sản gồm:
Hà Nội 6 chợ (tại các đầu mối Gia Lâm, Từ Liêm, Thanh Trì, Mê Linh, Vân Đình, Hòa Lạc). Hưng Yên có 4 chợ tại Trần Cao, Yên Mỹ, Đông Tảo, Văn Giang. Thái Bình có 4 chợ tại thành phố Thái Bình, Quỳnh Hội, Diêm Điền, Tiền Hải. Nam Định có 3 chợ tại các xã Nam Vân, Thịnh Long, Hải Hưng. Ninh Bình có 3 chợ tại xã Kim Đông, phường Trung Sơn và thị trấn Nho Quan. Hải Dương có 3 chợ tại Gia Lộc, Kim Thành, Nam Sách. Hải Phòng có 3 chợ tại Hồng Bàng, Kiến Thụy, Cát Bà. Hà Nam có 2 chợ tại thị trấn Hòa Mạc và xã Thanh Nguyên. Vĩnh Phúc có 1 chợ nông sản đa ngành tại thị trấn Thổ Tang. Bắc Ninh có 1 chợ tại thành phố
Khu vực Đông Bắc Bộ có 15 chợ đầu mối nông sản:
Quảng Ninh có 3 chợ tại Cửa Ông, Hưng Đạo, Hòn Gai. Phú Thọ có 3 chợ tại Việt Trì, Cẩm Khê, Đoan Hùng. Hà Giang có 2 chợ tại các xã Vinh Quang và Vĩnh Tuy. Cao Bằng có 2 chợ tại xã Đề Thám và thị trấn Quảng Yên. Tuyên Quang, Bắc Cạn, Lạng Sơn, Thái Nguyên đều có 1 chợ đầu mối tại trung tâm tỉnh. Bắc Giang có 1 chợ tại xã Dĩnh Kế. Để thuận lợi cho người kinh doanh, UBND TP Bắc Giang xây dựng chợ đầu mối nông sản Bãi Mía với tổng mức đầu tư hơn 4 tỷ đồng
Khu vực Tây Bắc Bộ có 12 chợ đầu mối nông sản:

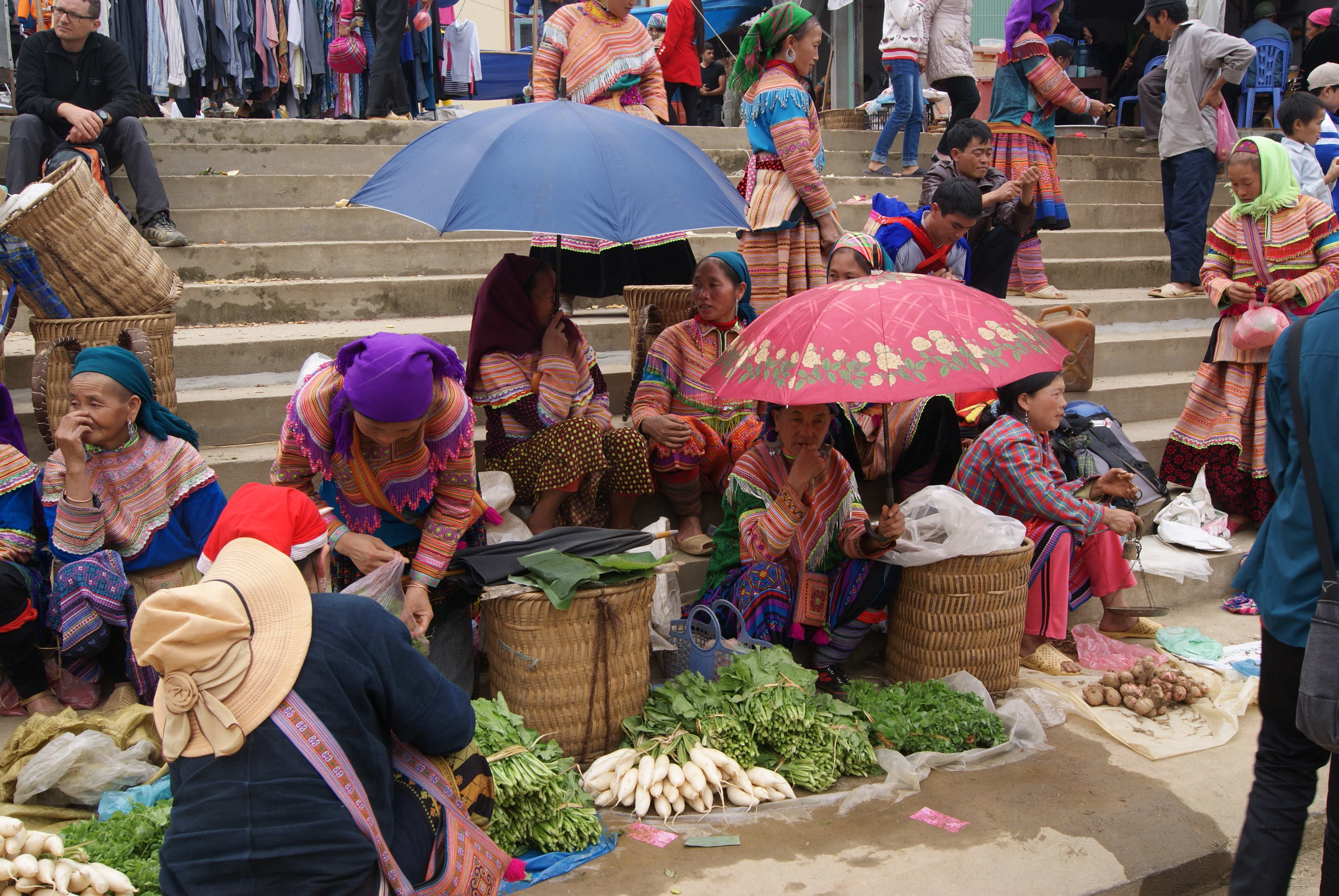
Chợ phiên của người HMông tại Bắc Hà, Lào Cai

Điện Biên có 3 chợ tại xã Sam Mứn, thị xã Mường Lay và xã Thanh Minh. Hòa Bình có 3 chợ tại thị trấn Bưng và thị trấn Hàng Trạm. Lào Cai có 2 chợ tại Bắc Hà và Cam Đường. Yên Bái có 2 chợ tại Cổ Phúc và Nghĩa Lộ. Lai Châu có 2 chợ tại thị trấn Phong Thổ và xã Nùng Nàng. Sơn La có 1 chợ tại huyện Mai Sơn
Khu vực Bắc Trung Bộ có 19 chợ đầu mối nông sản:
Thanh Hóa có 5 chợ tại Tĩnh Gia, Hậu Lộc, Sầm Sơn, Ngọc Lặc và Tp Thanh Hóa. Quảng Trị có 4 chợ tại Do Linh, Triệu Phong, Vĩnh Linh và Hướng Hóa. Nghệ An có 3 chợ tại Nghi Lộc, Cửa Lò, Diễn Châu. Hà Tĩnh có 3 chợ tại Cẩm Xuyên, Hồng Lĩnh, Hương Khê. Quảng Bình có 2 chợ tại Quảng Ninh, Bố Trạch. Thừa Thiên Huế có 2 chợ tại Phường Phú Hậu và Hương Trà
Khu vực Nam Trung Bộ có 25 chợ đầu mối nông sản:
Bình Thuận có 5 chợ tại Hàm Thuận Nam, Phan Thiết, Hàm Tân, Tuy Phong và Đức Linh. Quảng Nam có 4 chợ tại Tam Kỳ, Hội An, Duy Xuyên, Núi Thành. Bình Định có 4 chợ tại Bồng Sơn, Tam Quan, Tây Sơn, An Nhơn. Ninh Thuận có 3 chợ tại thị trấn Tân Sơn, xã Phước Diêm và Phan Rang. Đà Nẵng có 2 chợ tại Sơn Trà và Hòa Cường. Quảng Ngãi có 2 chợ tại Nghĩa Chánh và Sơn Tịnh. Phú Yên có 2 chợ tại Phú Hòa và Sông Cầu. Khánh Hòa có 2 chợ tại Diên Khánh và Ninh Hòa
Khu vực Tây Nguyên có 7 chợ đầu mối nông sản:
Lâm Đồng có 2 chợ đầu mối nông sản tại Bảo Lộc và Liên Nghĩa. Gia Lai có 2 chợ tại Đắc Pơ và xã An Phú. Đắc Lăk có 1 chợ đầu mối nông sản tại thành phố Buôn Ma Thuột. Đắk Nông có 1 chợ đầu mối nông sản tại xã Nam Dong, Cư Jut. Kon Tum có 1 chợ nông sản tại trung tâm thị xã Kon Tum
Khu vực Đông Nam Bộ có 12 chợ đầu mối nông sản:

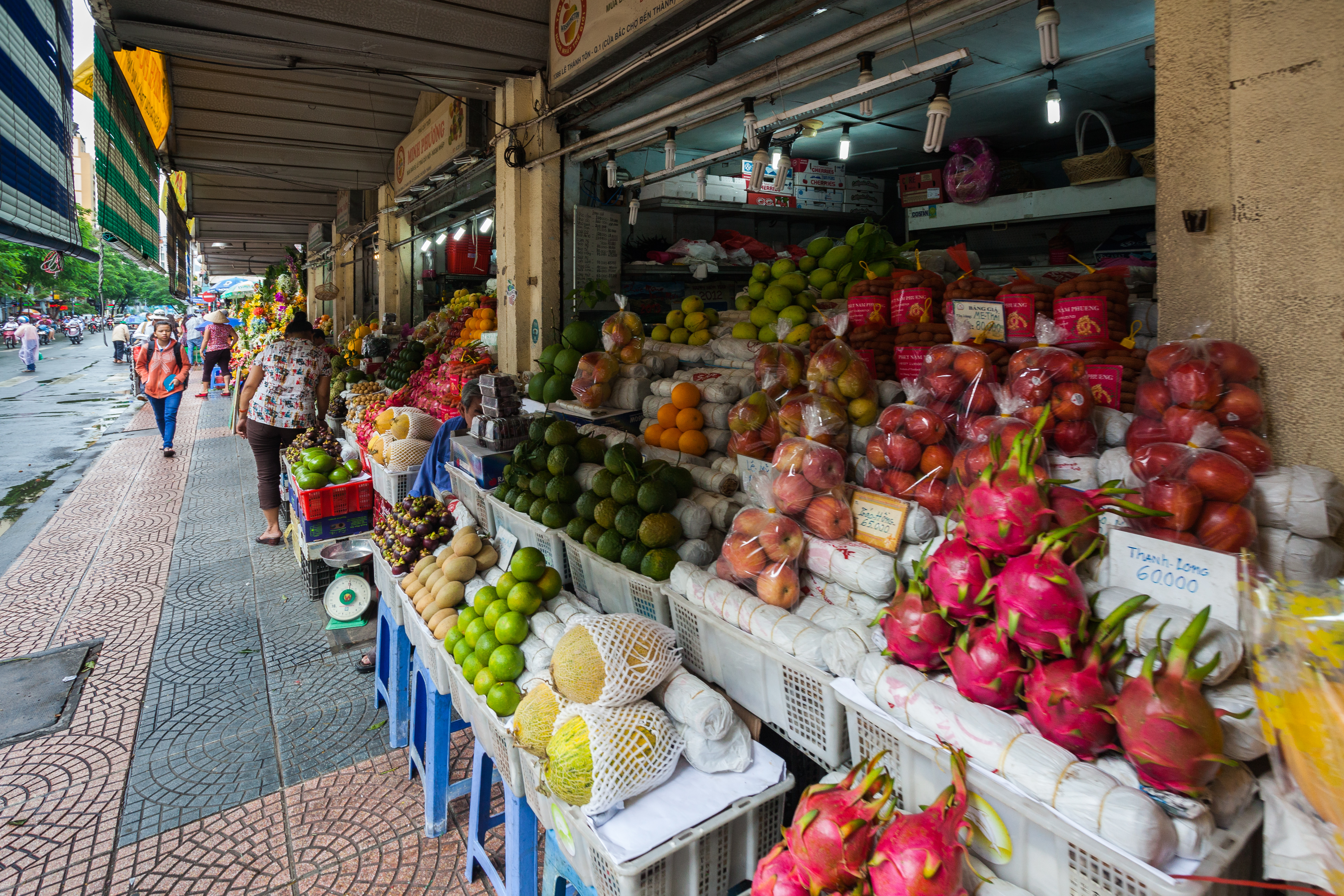
Quầy bán trái cây tại Chợ Bến Thành, TP HCM

Thành phố Hồ Chí Minh có 3 chợ tại Bình Điền, Thủ Đức, Hóc Môn. Bình Dương có 2 chợ tại Dầu Tiếng, Lai Uyên. Bà Rịa – Vũng Tàu có 3 chợ, 1 tại cảng Cát Lở và 2 chợ tại thị xã Bà Rịa. Bình Phước có 1 chợ rau quả Thanh Bình, huyện Bình Long. Tây Ninh có 2 chợ tại thị trấn Hòa Thành và xã Bàu Năng
Khu vực Đồng bằng sông Cửu Long có 38 chợ đầu mối nông sản:
Long An có 3 chợ tại Thủ Thừa, Tân Thanh, Cần Giuộc. Tiền Giang có 3 chợ tại Cái Bè, Châu Thành, Cai Lậy. Bến Tre có 3 chợ tại Chợ Lách, Thạnh Phước, Giồng Tôm. Trà Vinh có 3 chợ tại Duyên Hải, Cầu Kè, Trà Vinh. Vĩnh Long có 3 chợ tại Vĩnh Long, Tam Bình, Bình Minh. Đồng Tháp có 6 chợ tại Sa Đéc, Phường 2, Lấp Vò, Chợ Mới, Thanh Bình và chợ rau quả Đồng Tháp. An Giang có 4 chợ tại Tân Phú, Chợ Mới, Châu Thành, Châu Phú. Kiên Giang có 4 chợ tại Châu Thành, Tân Hiệp, cảng cá Tắc Cậu, Lại Sơn. Cần Thơ có 2 chợ tại Thốt Nốt, Cái Răng. Hậu Giang có 1 chợ là chợ nổi Phụng Hiệp. Sóc Trăng có 3 chợ tại Ngã Năm, Phường 4, Kế Sách. Bạc Liêu có 2 chợ tại Phước Long, Bạc Liêu. Cà Mau có 1 chợ tại phường 7, thành phố Cà Mau.

### Thực trạng
Ở Việt Nam hiện nay, giá nông sản từ đồng tới chợ thì tồn tại nghịch lý rằng mắt xích nào cũng hỏng. Nông sản từ đồng ruộng tới tay người tiêu dùng tăng tới 2-3 lần, trong khi nông dân sản xuất không có lãi, một phần do các tư thương thao túng ép giá người nông dân. Hệ thống phân phối nông sản ở Việt Nam rất bệ rạc, không có chợ nông sản nào tốt và không có sàn giao dịch để người mua gặp người cần bán để có thể minh bạch mặt bằng giá.

## Tham khảo

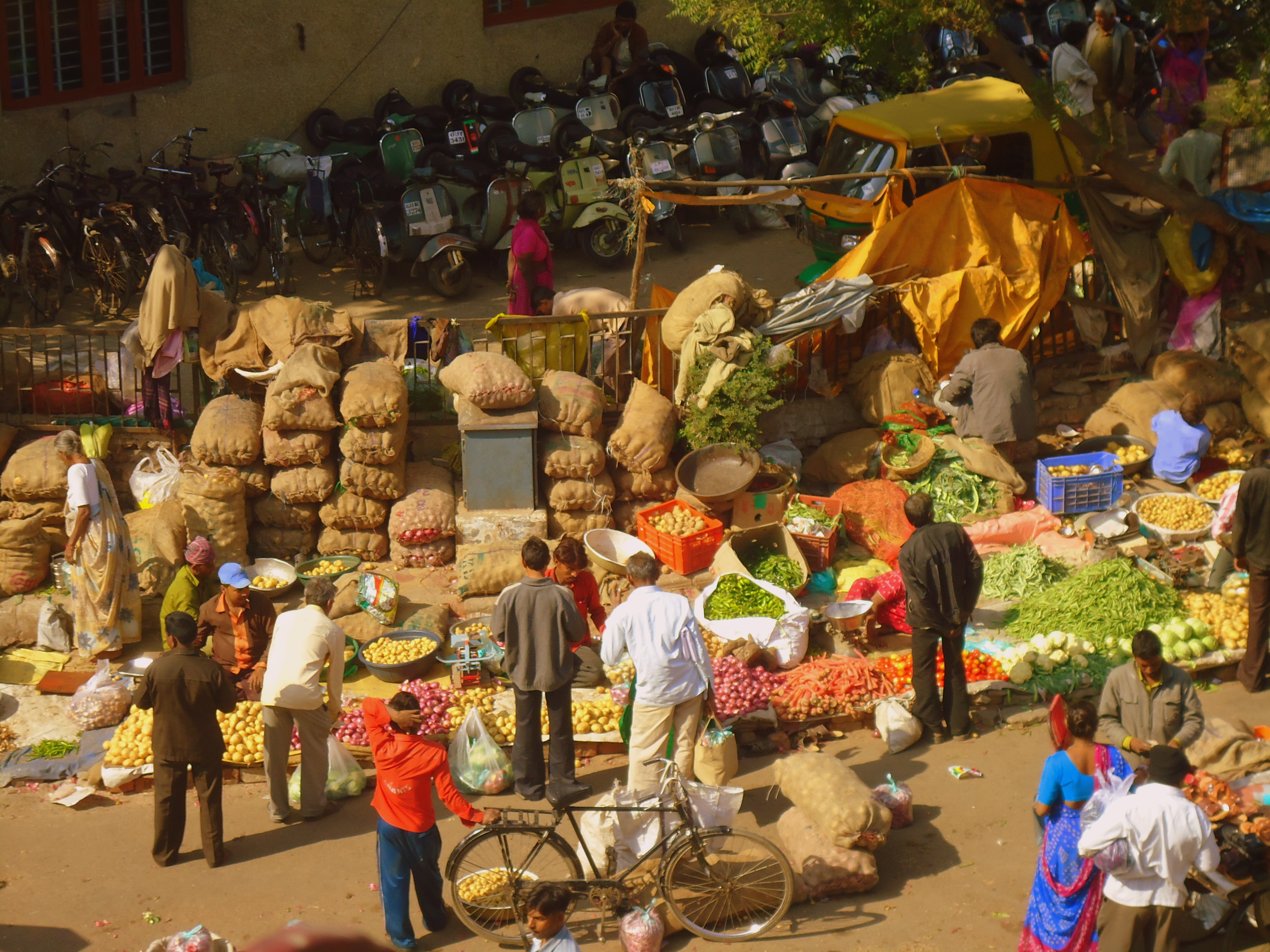
Chợ nông sản tại Jamalpur, Ahmedabad

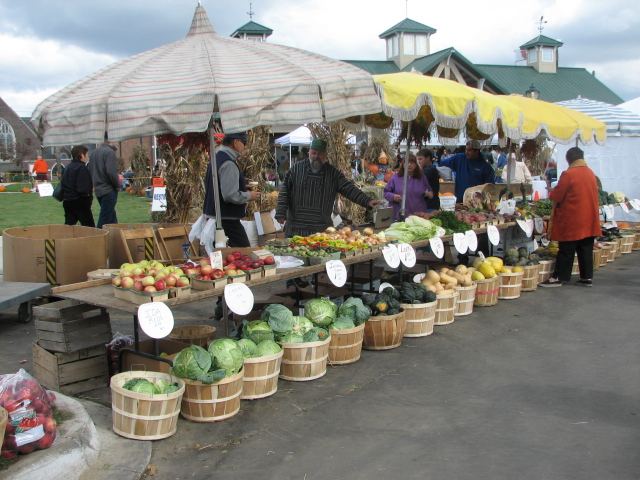
Chợ nông dân tại Farmington - Michigan, Mỹ

## Tại Thái Lan
Talaad Thai được xem là chợ trung tâm buôn bán hàng nông sản lớn nhất của Thái Lan. Diện tích toàn khu chợ khoảng 32 ha. ước tính có khoảng 200 chủ đăng ký bán hàng trong mỗi gian nhà lồng. Hơn một nửa trong số họ là chủ vườn, số còn lại là những người chuyên mua đi bán lại. Mỗi nhà lồng có diện tích khoảng 2 ha dành cho kinh doanh từng nhóm sản phẩm khác nhau. Mặt bằng trong các nhà lồng được phân ra thành từng ô có diện tích chừng 4m2, giá cho thuê 35baht/ngày. Tùy quy mô kinh doanh, mỗi chủ có thể thuê vài ô đến cả chục ô. Mặt bằng trong các gian nhà lồng chỉ là nơi trưng bày, giao dịch, còn khi thỏa thuận mua bán với số lượng lớn, hàng hóa sẽ được lấy từ các kho mát, kho lạnh nằm xung quanh chợ. Talaad Thai còn được bến đến như là cửa ngõ xuất khẩu nông sản lớn nhất của Thái Lan.